# Pascalina Lehnert
Pascalina (al secolo Josephine) Lehnert (Ebersberg, 29 agosto 1894 – Vienna, 13 novembre 1983) è stata una religiosa tedesca della congregazione delle Suore Insegnanti della Santa Croce di Menzingen. Fu assistente personale di Eugenio Pacelli, poi divenuto papa Pio XII, dal 1917 al 1958.

## Biografia
Nata in Baviera da una famiglia contadina, abbracciò la vita religiosa contro il parere dei suoi familiari ed entrò tra le Suore Insegnanti della Santa Croce: emise la sua professione dei voti nel 1910, abbandonando il nome secolare di Josephine e prendendo quello religioso di suor Pascalina.
Frequentò un corso da infermiera ed era in procinto di partire come missionaria per il Cile quando, nel 1917, conobbe nel monastero di Einsiedeln il nunzio in Baviera Eugenio Pacelli, che vi stava trascorrendo un periodo di riposo. Poiché il nunzio soffriva di dolori allo stomaco, la religiosa gli consigliò dei farmaci e una dieta: migliorato, Pacelli chiese alla superiora del convento di consentire alla Lehnert di lasciare la comunità per seguirlo in nunziatura a Monaco. Suor Pascalina divenne governante e segretaria di Pacelli: il 19 aprile 1919, quando un gruppo di rivoluzionari irruppe in nunziatura e minacciò di morte il presule, lei difese con il proprio corpo il nunzio, convincendo gli attentatori ad andarsene.
Dopo la nomina di Pacelli a Segretario di Stato, la religiosa lo seguì a Roma e continuò ad assisterlo anche dopo la sua elezione al soglio pontificio. Esercitò una grande influenza sul papa, gestendone l'agenda e influenzandone le decisioni. Il suo scarso riguardo per gli ospiti politici e i prelati della Curia suscitarono spesso polemiche e le procurarono il soprannome di "caporale tedesco". Suor Pascalina arrivava a interrompere gli incontri ufficiali di Pio XII per fargli rispettare l'orario dei pasti, fece  attendere per ore il cardinale Roncalli per permettere a Clark Gable di incontrare il papa e fece allontanare dalle guardie svizzere monsignor Tardini che voleva interrompere il colloquio di Pio XII con Gary Cooper.
Durante la seconda guerra mondiale ebbe un ruolo di primo piano nelle decisioni pontificie, particolarmente in merito alla persecuzione ebraica da parte dei nazisti; e da Pio XII fu incaricata di far ricoverare gli ebrei in conventi e monasteri, fornendo loro anche il necessario vitto e vestiario.
Nel secondo dopoguerra, Pio XII le affidò la gestione delle offerte in denaro dei benefattori alla Santa Sede. Dopo la morte di Pacelli, avvenuta nel 1958, si ritirò nel Collegio Nordamericano di Roma e fondò la casa Pastor Angelicus per le donne abbandonate. Si spese inoltre per l'introduzione della causa di beatificazione di Pio XII e scrisse le sue memorie, pubblicate nel 1982.
Morì a Vienna nel 1983, dove si era recata per una cerimonia in occasione del venticinquesimo anniversario della morte di Pio XII: al suo funerale nella chiesa di Santa Maria della Pietà a Roma partecipò l'allora cardinale Ratzinger; il rito esequiale fu presieduto dal vescovo Petrus Canisius Jean van Lierde; il suo corpo fu tumulato nel Cimitero Teutonico in Vaticano.

## Filmografia
- Suor Pascalina - Nel cuore della fede, film TV diretto da Marcus O. Rosenmüller (2012)